# Balthasar Gérard
Balthasar Gérard (nizozemsky Gerards or Gerardts) (1557, Vuillafans, Francie – 13. července 1584, Delft) byl původem Francouz, vrah protestantského nizozemského vůdce války o nezávislost Nizozemí, Viléma I. Oranžského, zvaného Mlčenlivý.
Gérard se narodil ve Vuillafans ve francouzském hrabství Franche-Comté jako poddaný španělského krále. Pocházel z jedenácti dětmi obdařené římskokatolické rodiny.
Studoval právo na universitě v Dole. Byl náboženským fanatikem a velkým obdivovatelem španělského krále Filipa II., v té době i krále Nizozemí, který vypsal odměnu 25 000 korun za hlavu Viléma Oranžského, nazývaje ho „morem celého křesťanstva a nepřítelem lidského pokolení“. Ještě předtím však Gerard řekl svým kolegům na studiích, že vlastnoručně vnoří dýku Vilému Oranžskému do srdce.
Odešel do Lucemburska, kde se dověděl, že atentát na Viléma plánuje i Juan de Jáuregui, španělský básník a polyglot. V březnu roku 1584 odcestoval do Trevíru, kde vypracoval plán, poté jej však jeden jezuita přesvědčil ke změně plánu za přispění vévody z Parmy. Pod jménem Franz Guion se mu podařilo dostat do služby k Vilémovi, kde mohl pozorovat nenávist ke katolíkům. Od jednoho vojáka koupil po dlouhém smlouvání pistoli; traduje se, že když ten po atentátu zjistil, komu ji prodal a k jakému účelu byla užita, spáchal sebevraždu. První příležitosti k realizaci atentátu nevyužil, neboť neměl zajištěn únik, další se naskytla již 10. července, kdy zastřelil prince třemi ranami na schodech jeho paláce v Delftu. Ač připraven, únik se nezdařil, Gérard byl jat a po třech dnech nemilosrdného mučení na nejrůznější způsob byla na něm 13. července obzvláště krutým a zdlouhavým způsobem vykonána poprava (byl pálen rozžhaveným železem, vykleštěn, bylo mu trháno maso z těla a vyrvány vnitřnosti a srdce, kterým byl švihán po tvářích; nakonec mu uťali hlavu a tělo rozčtvrtili, jeho části rozhodili do čtyř světových stran, hlavu pak narazili na kopí a vystavili u vrat university).
Filip II. Španělský udělil jeho rodině šlechtický titul a věnoval jí i Vilémův majetek ve Franche-Comté.
Jakýsi Sasbout Vosmeer se pokusil dosáhnout Gérardovy kanonizace; ukradl jeho hlavu a ukázal ji úředníkům církve v Římě, církev však jeho ideu zamítla.
V Gérardově rodném městě nese jeho jméno ulice, v níž stojí dům jeho rodičů. 